# Hrabstwo Anderson (Kansas)

Piramida wieku hrabstwa

Hrabstwo Anderson – położone w USA w stanie Kansas. Założone 25 sierpnia 1855 roku. Siedziba hrabstwa znajduje się w mieście Garnett.

## Miasta
- Garnett
- Colony
- Greeley
- Kincaid
- Westphalia
- Lone Elm

## CDP
- Harris
- Welda

## Sąsiednie hrabstwa
- Hrabstwo Franklin
- Hrabstwo Miami
- Hrabstwo Linn
- Hrabstwo Bourbon
- Hrabstwo Allen
- Hrabstwo Woodson
- Hrabstwo Coffey